# Елена Стоин
Елена Василева Стоин е българска музикална фолклористка.

## Биография
Родена е на 12 април 1915 г. в Самоков, в семейството на българския етномузиколог Васил Стоин. През 1938 г. завършва Националната музикална академия в София. До 1946 г. учителства в Казанлък, Павликени и Ямбол. От 1946 г. е асистентка в Отдела за народна музика при Народния етнографски музей. През 1950 г. става научен сътрудник, а от 1970 г. е старши научен сътрудник в Института по музикознание при Българска академия на науките.
Елена Стоин събира и записва над 10 000 народни песни, като им изготвя нотограми, дешифровки и текст. Създава част от тези записи по слух, поради липса на звукозаписваща техника. Първите ѝ записи са от 1946 година. Автор е на статии и студия за български народни изпълнители, сред които са Борис Машалов, Магда Пушкарова и Мита Стойчева. Най-известния ѝ труд е „Музикално-фолклорни диалекти в България“, която е първата книга по тази тема в страната.
Почива на 13 декември 2012 г. в София.